# 石城路街道
石城路街道曾是中国安徽省铜陵市铜官山区下辖的一个乡镇级行政单位，于2010年7月撤销。

## 行政区划
撤销前的石城路街道共辖以下地区：
市建社区、官塘社区、花园社区、学苑社区、车站社区、幸福社区、井巷社区、龙潭社区、新苑社区。